# Edmond Bernaerts
 (juillet 2024).
Edmond Bernaerts, né à Anvers le 6 août 1879 et mort à Ekeren le 15 mars 1944, est un homme politique belge.

## Fonctions et mandats
- Conseiller communal d'Anvers : 1934-
- Membre du Sénat belge : 1935-1936

## Sources
- Paul VAN MOLLE, Het Belgisch parlement, 1894-1972, Antwerpen, 1972
- De Katholieke Unie van België, 1934

- Ressource relative à plusieurs domaines :   - ODIS